# Né quelque part (chanson)
Pour les articles homonymes, voir Né quelque part.
Singles de Maxime Le Forestier
Les Nuits douces
(1987) Ambalaba
(1988)
Pistes de Né quelque part
Les Deux Mains prises
Né quelque part est une chanson de Maxime Le Forestier, parue en single en 1987, puis sur l'album du même nom le 17 octobre 1988. Écrite et co-composée par Le Forestier, avec la collaboration de Jean-Pierre Sabar, le titre marque un retour durable du chanteur vers le succès après plusieurs années de traversée du désert, puisqu'il parvient à se classer durant onze semaines au Top 50, dont une à la 26e place.

## Genèse
« Mon fils Philippe était scolarisé dans une école où cohabitaient dix-huit nationalités. Avec son copain Francis, fils de boat-people vietnamiens, ils allaient connaître les mêmes profs, les mêmes filles, et peut-être qu'à 15 ans ils voleraient une mobylette. Moi, j'engueulerais Philippe tandis que Francis serait renvoyé de son pays natal. »

— Maxime Le Forestier.
 Le 9 septembre 1986 est promulguée la loi Pasqua, afin de faire reculer l'immigration, qui dit qu'un enfant né en France de parents étrangers ne devient plus automatiquement français à sa majorité, ou comment substituer le droit du sang au droit du sol. À cette même période, le Front national commence à se faire de plus en plus présent, ce qui amène de nombreux débats concernant le sujet de l'immigration. Chanteur engagé, Le Forestier décide d'écrire un hymne antiraciste soudé par des sonorités africaines, en révolte contre la loi Pasqua. Le titre est une référence à la chanson La Ballade des gens qui sont nés quelque part, de Georges Brassens.
À ce moment précis, Maxime Le Forestier connaît une période artistique difficile depuis plusieurs années, marquée notamment par les échecs commerciaux des Jours meilleurs et d'After Shave, avec l'apparition des synthétiseurs dans sa musique. Marc Lumbroso, alors éditeur de Jean-Jacques Goldman chez CBS Disques, reprend les rênes de Polydor à la fin des séances du précédent album de Le Forestier, After Shave en 1986.

« Avec Moustaki, Maxime était le seul artiste rescapé des grandes années Polydor et je me le figurais comme un des gardiens du temple. La difficulté était de trouver le bon angle pour le repositionner, car Maxime était parfaitement de son temps, s'intéressant aux ordinateurs, auteur de très belles chansons dont J'ai eu 30 ans pour Julien Clerc, entouré d'amis chanteurs qui faisaient des tubes et d'un management dynamique. Il n'y avait que des gens positifs autour de lui, aucune aigreur. Maxime n'était pas démodé, seulement le succès qu'il avait eu très jeune lui renvoyait peut-être l'image d'un vieux. Pourtant il est de la même génération que Goldman... Rapidement j'ai découvert une personne qui avait gardé les qualités de la philosophie baba-cool, c'est-à-dire la tolérance et la générosité, mais pleinement conscient du business dans lequel il évoluait. Nous étions sur la même longueur d'onde : les chansons sont faites pour être partagées par un grand nombre. Ça ne l'a pas choqué quand un jour je lui ai dit qu'il n'était peut-être pas interdit d'écrire un tube. »

— Marc Lumbroso.
 Une nouvelle équipe de promo bataille ferme pour imposer Né quelque part : Le Forestier passe à la télévision et Lumbroso gagne son challenge en voyant la chanson passer sur NRJ.
En 2014, la chanson est reprise par le groupe Tryo dans leur sixième album Né quelque part.

## Autour des paroles
Chantée par une chanteuse sud-africaine réfugiée politique, Aura Lewis (née Aurelia Msimang),, le célèbre refrain de la chanson est en langue zoulou : Nom'inq wand'yes qwag iqwahasa qui signifie « Quand on a l'esprit violent, on l'a aussi confus ». On trouve aussi le passage Abantwana bayagxuma, becahselana bexoxa signifiant « les enfants jouent et parlent les uns avec les autres. » Les chœurs sont aussi fait par la chanteuse Princess Erika ainsi que sa sœur Esther.

## Réception commerciale
Né quelque part paraît en single en septembre 1987, mais dans un premier temps, le titre a du mal à être diffusé en radio, car Le Forestier est estampillé « folksong 1970 » auprès des programmateurs et que les jeunes ne le connaissent pas. Pourtant, Né quelque part doit attendre le 9 avril 1988 pour faire son entrée dans le Top 50 à la 45e place avant de quitter le classement brièvement. Il y revient, et ce de manière durable, à partir du 23 avril 1988, occupant la 33e place, restant ainsi durant dix semaines consécutives dans les charts, dont une à la 26e place le 21 mai 1988. De plus, le titre est finalement diffusé en radio, dont le succès permet à Le Forestier de reconquérir le public qui lui faisait défaut depuis quelques années. Né quelque part remporte la Victoire de la chanson lors des Victoires de la musique en 1988.
Le groupe de rap Sniper cite quelques lignes de la chanson dans La France, titre sorti en 2001 : « Donc est-ce que les gens naissent égaux en droit ?
À l'endroit où ils naissent, j'ne crois pas ».

## Classements
| Classement (1988)       | Meilleure position |
| ----------------------- | ------------------ |
| France (SNEP)           | 26                 |
| France (Airplay Charts) | 11                 |

| Classement (2004) | Meilleure place |
| ----------------- | --------------- |
| France (IFOP)     | 100             |